# Gadaba
Gadaba (auch Konekor-Gadaba, Poya und Ollari) ist eine in Mittelindien verbreitete dravidische Sprache. Sie gehört zum zentraldravidischen Zweig dieser Sprachfamilie, somit sind seine nächsten Verwandten Kolami, Naiki und Parji. Gadaba wird von 10.000 Menschen in einem zusammenhängenden Gebiet an der Grenze der Bundesstaaten Andhra Pradesh und Orissa gesprochen. Die Gadaba-Sprecher selbst bezeichnen ihre Sprache als koṇekor oder mundli. Sie gehören der Adivasi-Stammesbevölkerung an. Ein Teil des Stammes spricht indes die unverwandte Munda-Sprache Gotub-Gadaba, die oft ebenfalls als Gadaba bezeichnet wird und nicht hinreichend von Konekor-Gadaba unterschieden wird (so etwa im indischen Zensus).
Gabada verfügt als Sprache der illiteraten Stammesbevölkerung über keine Schrifttradition und demnach auch über keine Standardvariante. Die erste wissenschaftliche Beschreibung der Sprache stammt aus dem Jahr 1957 (S. Bhattacharya: Ollari: A Dravidian Speech, Delhi 1957). In diesem Werk wird die Sprache wie auch in manchen anderen Veröffentlichungen als Ollari bezeichnet. Ollari und Konekor Gadaba werden aber mittlerweile als zwei Varianten der gleichen Sprache angesehen.